# Comerio
Pour la localité à Porto Rico, voir Comerío.
Comerio est une commune italienne de la province de Varèse dans la région Lombardie en Italie.

## Toponyme
Dérivé du nom latin Comarius.

## Administration
| Période                                  | Période  | Identité         | Étiquette | Qualité |
| ---------------------------------------- | -------- | ---------------- | --------- | ------- |
| 29/5/2006                                | En cours | Carlo Ponzellini |           |         |
| Les données manquantes sont à compléter. |          |                  |           |         |

### Hameaux
Casa Muro, Villa Laughier, Vigne, Chignolo, Oroco, Picca, Quarte, Mattello, C.na Campi, Caddè, Cavernago, Grotta del Remeron, Grotta della Scondurava, Grotta del Motterello, Motterello, Punta Merigett